# Avenida Playa Ancha
La Avenida Playa Ancha es una arteria vial de la ciudad de Valparaíso, Chile. Siendo un importante eje para el transporte público, corre de suroriente a norponiente la parte baja del cerro Playa Ancha.
Llamada Camino del Arrayán hasta los años 20, luego de que se mejorara su trazado, adoquinara y ornamentara, tomó su nombre actual. La avenida ganó importancia a partir del terremoto de 1906, luego de que familias de clases más acomodadas económicamente, ubicaran su casas en ella. Actualmente muchas en pie, tienen la calidad de Inmuebles de Conservación Histórica.
Desde su comienzo en la intersección con las calles Camino Cintura y avenida Gran Bretaña hasta la Calle Patricio Lynch, cuenta con variado comercio tales como farmacias, carnicerias, minimarkets, panaderías, ferretería, entre otros, además de servicios como clínica dental, la Biblioteca Pública Playa Ancha, y sucursales del BancoEstado y Correos de Chile. 
En materia educacional, cuenta con varios colegios como el Liceo Alfredo Nazar o el College Saint André, las facultades de Ciencias y Arquitectura de la Universidad de Vaparaíso (aunque sin salida a la avenida), y la Casa Central de la Universidad de Playa Ancha. 
En esta avenida desde 1936, se ubica la quinta de recreo Roma, actual bar universitario y lugar de reunión de hinchas del Santiago Wanderers.
Cuenta con un acceso al Parque Alejo Barrios.
Por su trazado pasan microbuses a gran parte del Gran Valparaíso, además de ciudades como Limache, Olmué, Quillota, La Calera, San Felipe, Los Andes, La Ligua, Quintero, Puchuncaví, entre otras.